# Сідней Сонніно
Сідней Костантіно Сонніно (італ. Sidney Costantino Sonnino; 11 березня 1847 — 24 листопада 1922) — італійський дипломат, державний та політичний діяч, двічі очолював італійський уряд.

## Кар'єра
До 1873 року перебував на дипломатичній роботі у Відні, Мадриді та Парижі. Після цього був обраний депутатом до італійського парламенту.
Обіймав посаду міністра фінансів у двох кабінетах Франческо Кріспі. 8 лютого 1906 року сформував свій перший кабінет. Пізніше очолював міністерство закордонних справ в уряді Антоніо Саландри.